# كلية الطب التقويمي في جامعة أ.ت. ستيل في كيركسفيل
كلية الطب التقويمي في جامعة أ.ت. ستيل في كيركسفيل (بالإنجليزية: A.T. Still University Kirksville College of Osteopathic Medicine)‏ هي إحدى الكليات لتدريس الطب في الولايات المتحدة الأمريكية. تقع في مدينة كيركفيل في ولاية ميزوري الأمريكية. نوع الشهادة الطبية التي يتم تحصيلها هناك هي دو.